# Montblainville
 Montblainville  es una población y comuna francesa, en la región de Lorena, departamento de Mosa, en el distrito de Verdún y cantón de Varennes-en-Argonne.

## Demografía
| 671 | 702 | 689 | 659 | 692 | 762 | 708 | 676 | 594 | 609 | 564 | 582 | 487 | 457 | 433 | 452 | 477 | 426 | 396 | 376 | 357 | 189 | 202 | 167 | 201 | 166 | 159 | 133 | 138 | 118 | 101 | 82 | 63 |
| Para los censos de 1962 a 1999 la población legal corresponde a la población sin duplicidades (Fuente: INSEE [Consultar]) |     |     |     |     |     |     |     |     |     |     |     |     |     |     |     |     |     |     |     |     |     |     |     |     |     |     |     |     |     |     |    |    |